# Tayap
Tayap est un petit village situé dans la région du Centre du Cameroun entre la capitale du pays, Yaoundé (86 km), et Douala (164 km). Le village de Tayap dépend du département du Nyong-et-Kéllé et de l'arrondissement (commune) de Ngog-Mapubi.
Situé dans la zone nord-ouest de la forêt du bassin du Congo, deuxième massif forestier tropical du monde après la Forêt amazonienne, le village de Tayap subit les dommages de la déforestation au Cameroun causée par différents facteurs tels que l'augmentation du taux de croissance de la population, le développement de l'exploitation forestière, la collecte du bois de feu et la pratique de l'agriculture sur brûlis.
Depuis 2011, Tayap est le théâtre d'un programme pilote d'agroécologie et d'écotourisme visant à protéger la biodiversité de ses terres et à développer des activités génératrices de revenus pour ses habitants.

## Géographie

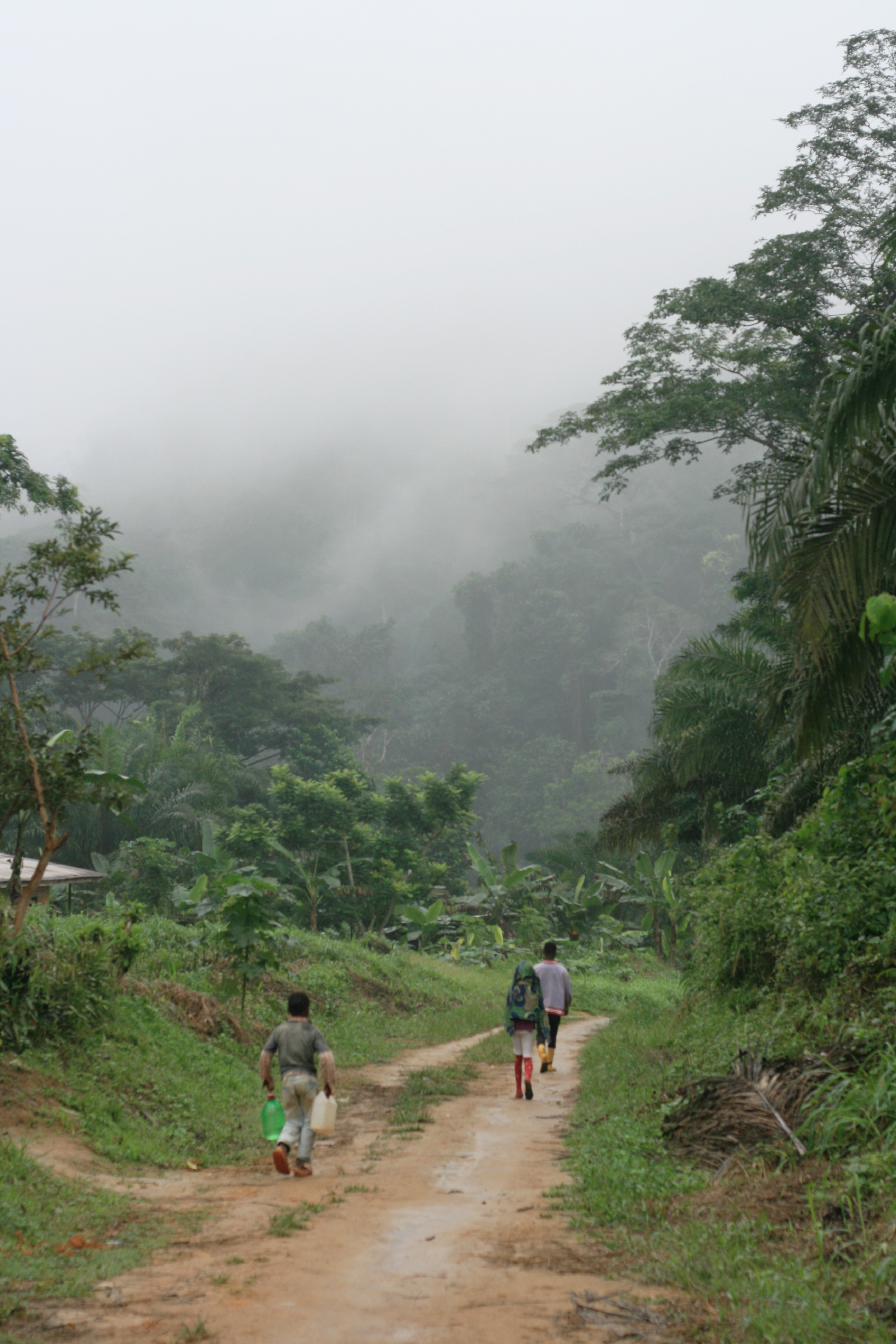
Piste rurale

### Localisation
Le village de Tayap est localisé à 3° 49′ 2,067″ N et 10° 54′ 5,106″ E. Tayap est limitrophe avec les villages Omog et Mamb au nord, Mamb Kelle et Song Mpeck à l’Ouest, Lamal-Pouguè à l’est et Nlep be et Ngong au sud.
Le village de Tayap est situé à 86 km de Yaoundé (à 12 km de Boumnyébel sur la route nationale no 3 Douala-Yaoundé) et s’étire le long d’une piste de brousse d’une dizaine de kilomètres rejoignant la voie rapide Douala-Yaoundé. Tayap est relié à la nationale no 3 Douala-Yaoundé par une piste rarement entretenue, ce qui rend difficiles les déplacements en saison pluvieuse. L’entrée du village de Tayap se trouve au niveau du village d’Omog sur la route nationale no 3. Le village de Tayap est situé à une distance de 6 kilomètres de Omog.

### Climat
Tayap bénéficie d'un climat humide de type équatorial à quatre saisons : deux saisons sèches et deux saisons pluvieuses. La grande saison des pluies a lieu entre août et octobre, et la petite saison des pluies de mars à mai. La grande saison sèche a lieu de novembre à février et la petite saison sèche en juin-juillet. La station météorologique la plus proche est celle d’Eséka à environ 20 km au Sud-Ouest de Tayap. La température moyenne annuelle est de 25 °C. La pluviométrie varie entre 1 500 et 2 500 mm de pluie par an.

### Géologie et spéléologie

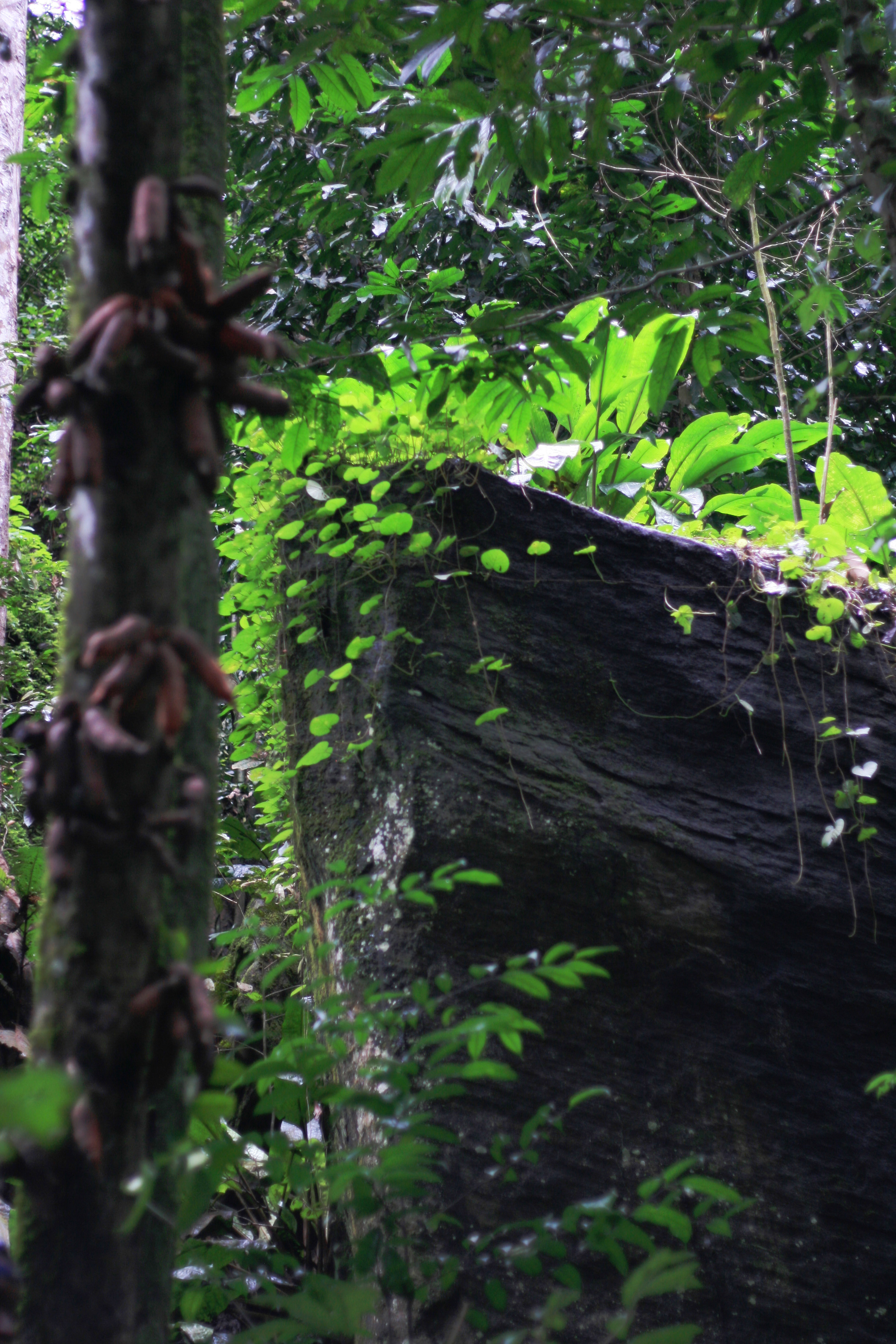
Formation rocheuse

Le village de Tayap se caractérise par une altitude moyenne d’environ 350 mètres et par des collines aux versants abrupts. Le village de Tayap présente un sous-sol riche en roche siliceuse (quartzite) et en roches magmatiques telle que les pyroxénites et les micaschistes.
Tayap est riche en sites spéléologiques. Sur sa colline de plus de 544 mètres d’altitude, se trouvent des grottes ou rochers ayant subi des déformations physiques et formant une succession d’étages décalés. L'une de ces grottes abrite des nids de Picatharte chauve, oiseau menacé d’extinction. L'un des rochers, de forme triangulaire, constitue un véritable abri sur une hauteur de plus de 100 mètres et a servi de refuge aux nationalistes camerounais lors de la lutte pour l'indépendance du Cameroun.

### Environnement

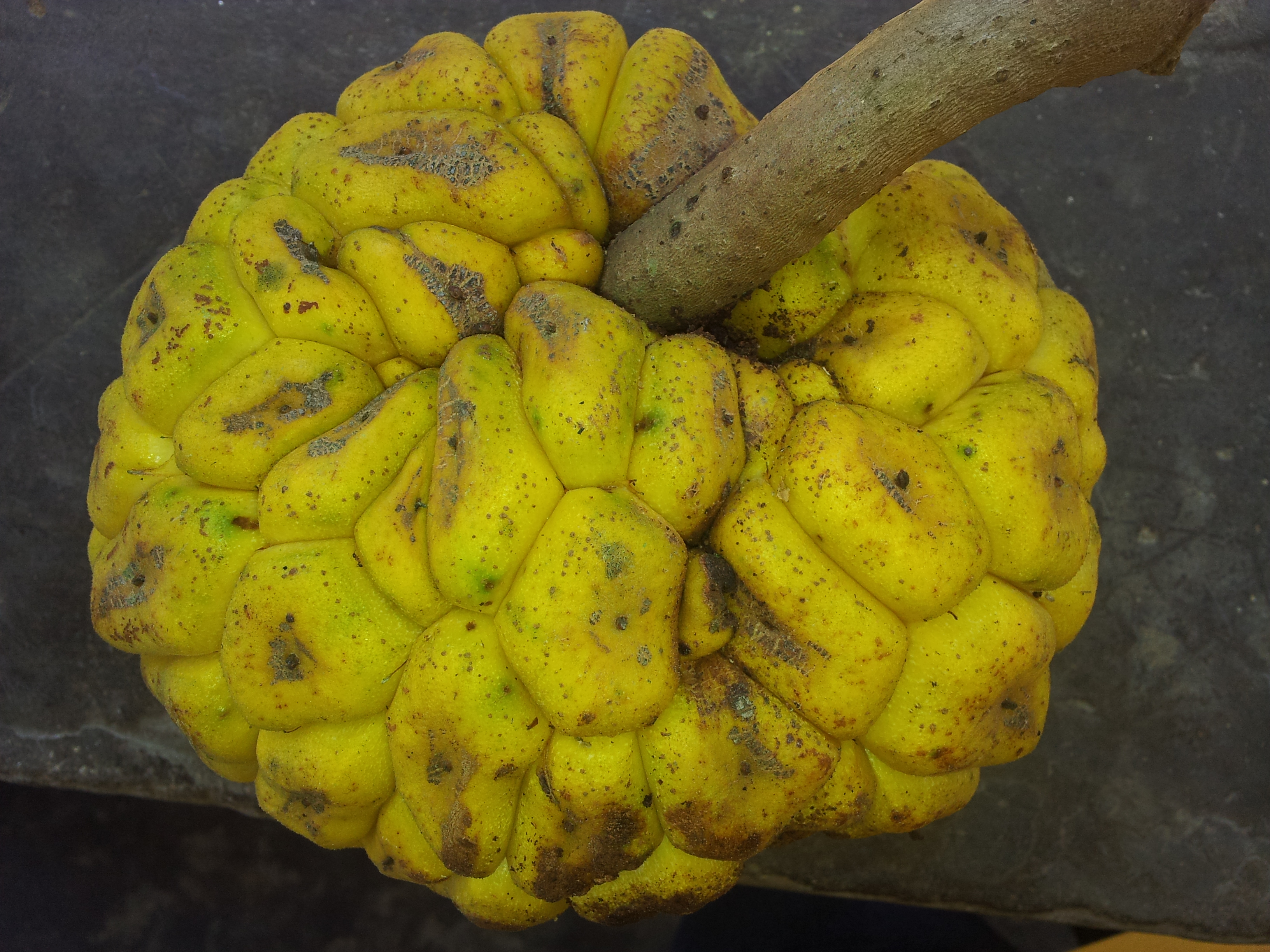
Myrianthus arboreus

Tayap est situé dans la zone Nord-Ouest de la forêt du bassin du Congo. La végétation est essentiellement forestière. Deux types de forêt coexistent : la forêt primaire rencontrée au sommet des collines, et la forêt secondaire qui résulte de la destruction des forêts primaires pour l’agriculture ou pour l’exploitation forestière. La forêt du bassin du Congo subit les dommages de la déforestation sur des zones très ciblées. En une quinzaine d'années, 1500 hectares de forêts ont été détruites dans le village de Tayap. Cette déforestation s'explique tout d'abord par le développement important de l'exploitation forestière, alternative économique trouvée par le Cameroun pour pallier la baisse du prix du cacao et du café, ses principales ressources en 1990, mais aussi par la pratique de la culture sur brûlis, courante dans les zones forestières intertropicales. Elle est aussi causée localement par l'agriculture itinérante sur brûlis. Le taux annuel de déforestation au Cameroun varie entre 0,5 et 1,2 pour cent par an. En termes absolus, les estimations de la déforestation annuelle varient entre 80 000 et 200 000 hectares. Le village de Tayap compterait actuellement encore 1 400 ha de forêt jusqu’à 1 200 mètres d’altitude, soit environ 30 % de sa superficie. Elle subsiste essentiellement au sommet des collines.

## Histoire
Au lendemain de la Seconde Guerre mondiale, le Cameroun est placé sous la tutelle de la France et de l'Angleterre et obtient, comme le Togo, le statut de territoire associé dans l'union française. À partir des années 1940 et 1950, l'Union des populations du Cameroun (UPC), mouvement de libération national porté par Ruben Um Nyobe, joue un rôle central dans la marche vers l'indépendance du Cameroun. En 1955, à la suite de violences entraînant la mort de nombreux Camerounais, l'UPC est dissout et ses dirigeants entrent dans la résistance. Le territoire de Tayap fait partie des bastions
de la résistance nationaliste en pays Bassa menée par Ruben Um Nyobé. D’après l'historien du post-colonialisme Achille Mbembe, le village d’Omog comptait depuis 1956 une quinzaine de ses paysans engagé dans la résistance en brousse.

## Administration et politique
Tayap est une chefferie de troisième degré. Au Cameroun, les chefferies traditionnelles sont un échelon de l'organisation administrative. Les chefferies étaient des micro-États avant la colonisation, et peuvent être du premier, deuxième ou troisième degré selon leur importance territoriale ou historique. Le dernier chef en date du village, Germain Yogo François est décédé le 17 juin 2008. Depuis, le village est resté sans chef. Une élection transparente doit être organisée par l’administration camerounaise pour pourvoir le village d’un chef de village démocratiquement élu. Le fonctionnement, la gestion et le développement du village sont actuellement impulsés par l’Association des ressortissants des villages d’Omog et de Tayap (AROTAD).
Deux partis coexistent dans le village : l'Union des Populations du Cameroun (UPC) et le Rassemblement Démocratique du Peuple Camerounais (RDPC). Lors des dernières élections couplées législatives et municipales qui se sont déroulées au Cameroun le 30 septembre 2013, l’UPC a obtenu 32 % des suffrages contre 68 % pour le RDPC.

## Population et société

### Démographie

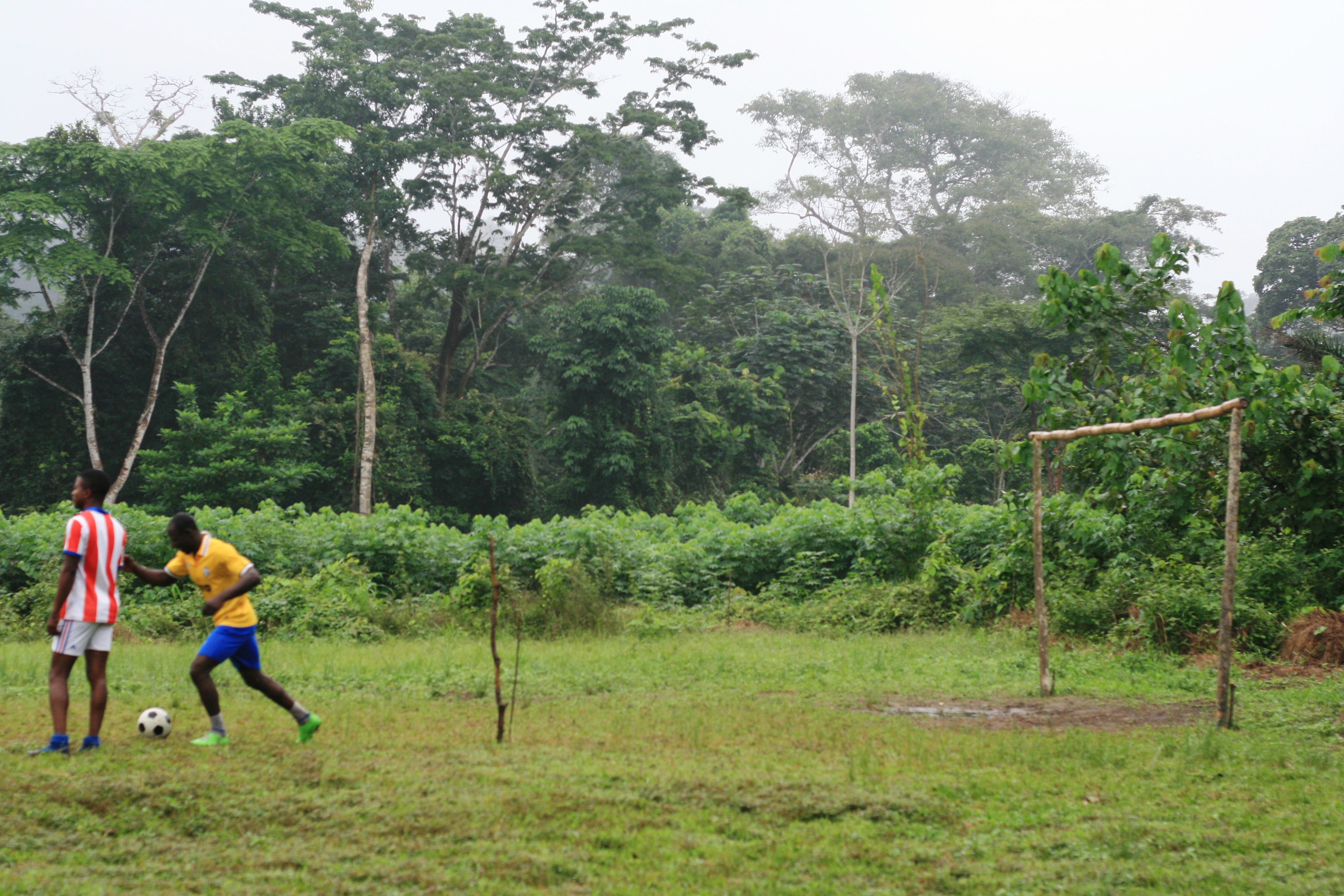
Terrain de football

Tayap comptait 254 habitants (57 ménages) dont 132 hommes (52 %) et 122 femmes (48 %) lors du dernier recensement de 2005. La population de Tayap représente 2,5 % de la population de la commune de Ngog Mapubi. La population est majoritairement jeune et constituée pour l’essentiel de Bassa, clan des Ndog Tindi, à laquelle s’ajoute une minorité (8 %) constituée d’une vingtaine d’autres tribus du Cameroun (Bamenda, Bamiléké, Haoussa, Béti). Elle est répartie le long des routes et des pistes en une multitude de hameaux. Ces derniers sont distants les uns des autres de 0,5 à 2 km. Tayap centre et Libolo constituent les deux regroupements principaux. L’ensemble du village compte une soixantaine de maisons.

### Santé
Tayap ne possède aucun établissement de santé. Le centre de santé le plus proche se trouve à Boumnyebel, à 12 km de Tayap. L’hôpital le plus proche est à Yaoundé (86 km de Tayap).

### Autres services sociaux de base
Le village de Tayap est alimenté en eau potable par trois puits ou forages desservis par une pompe manuelle à levier. L’eau est ensuite acheminée par seaux ou jerricans jusqu’aux sites d’utilisation. Le village de Tayap n’est pas électrifié malgré la présence d’une ligne haute tension au niveau du village d’Omog. L’absence d’électricité constitue une entrave importante au développement de Tayap. Les vents très faibles ne leur permettent pas de retenir la solution éolienne. D’autre part, il n’existe pas de rivière à potentiel hydroélectrique proche du village (excepté à 8 km environ, accessible uniquement par un sentier de brousse).

## Éducation

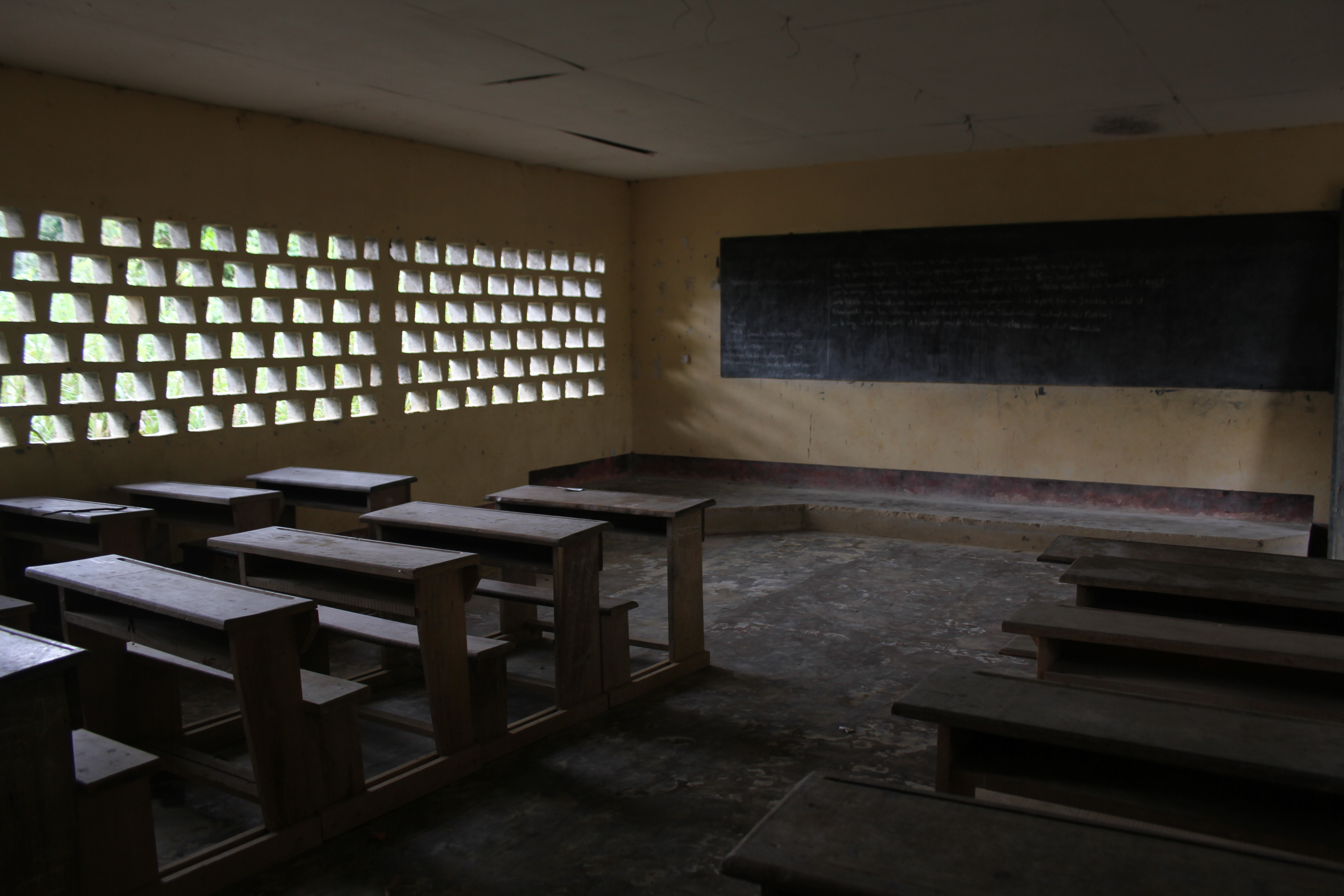
Salle de classe

En 2003, Tayap se dote d’une école primaire construite par les populations locales. Cette école accueille 34 élèves à partir de six ans pour sa première année de fonctionnement, et 75 depuis 2010. L’école est située à mi-chemin (1,5 km environ) des hameaux de Libolo et Tayap. En avril 2006, le gouvernement camerounais a accordé deux salles de classe supplémentaires portant à quatre salles de classe l’école publique de Tayap. Chaque classe regroupe deux niveaux de façon à assurer les six niveaux de l’école primaire. Après le cycle primaire, les élèves du village continuent leur scolarité dans les collèges d’enseignement secondaire (CES) de Lamal-Pougoue ou de Mamb.

## Religion
La population de Tayap est majoritairement chrétienne, de confessions catholique et protestante. Deux lieux de culte existent au village : l’église presbytérienne camerounaise et l’église catholique.

## Culture
La population de Tayap reste attachée à quatre éléments de sa culture :
- l’alimentation avec le plat bongo'o tchobi, un plat de poisson qui s'accompagne de macabo, banane plantain, manioc ou bâton de manioc, le petit déjeuner local à base de gâteau de manioc appelé mintoumba et du traditionnel vin de palme ;

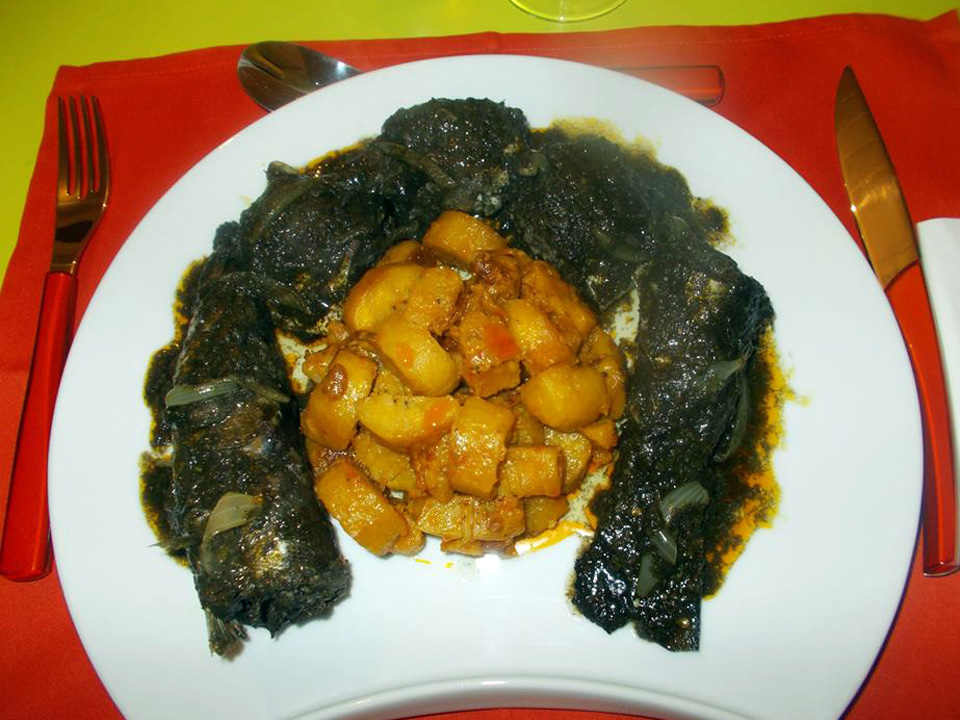
Bongo'o tjobi et plantain.
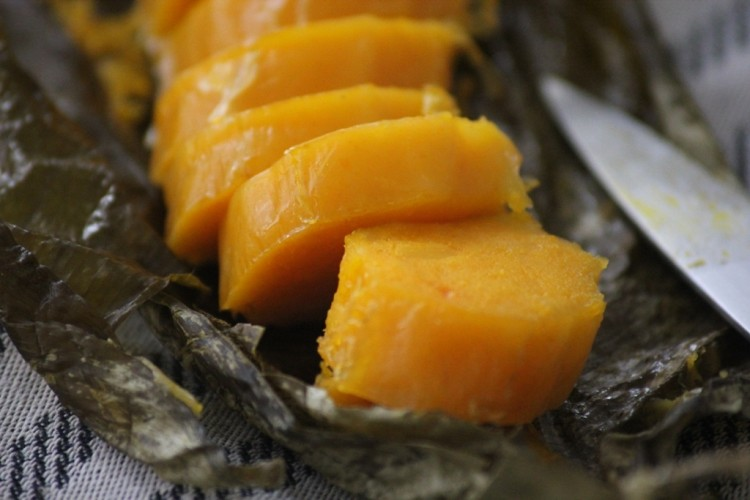
Mintumba.
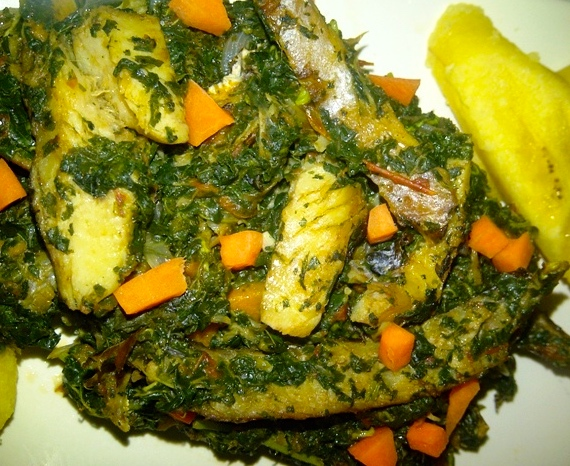
Folon sauté (Aux 1000 saveurs de Tayap)

- les rythmes du terroir avec les chants du Ngola et la danse des reins Assiko ;

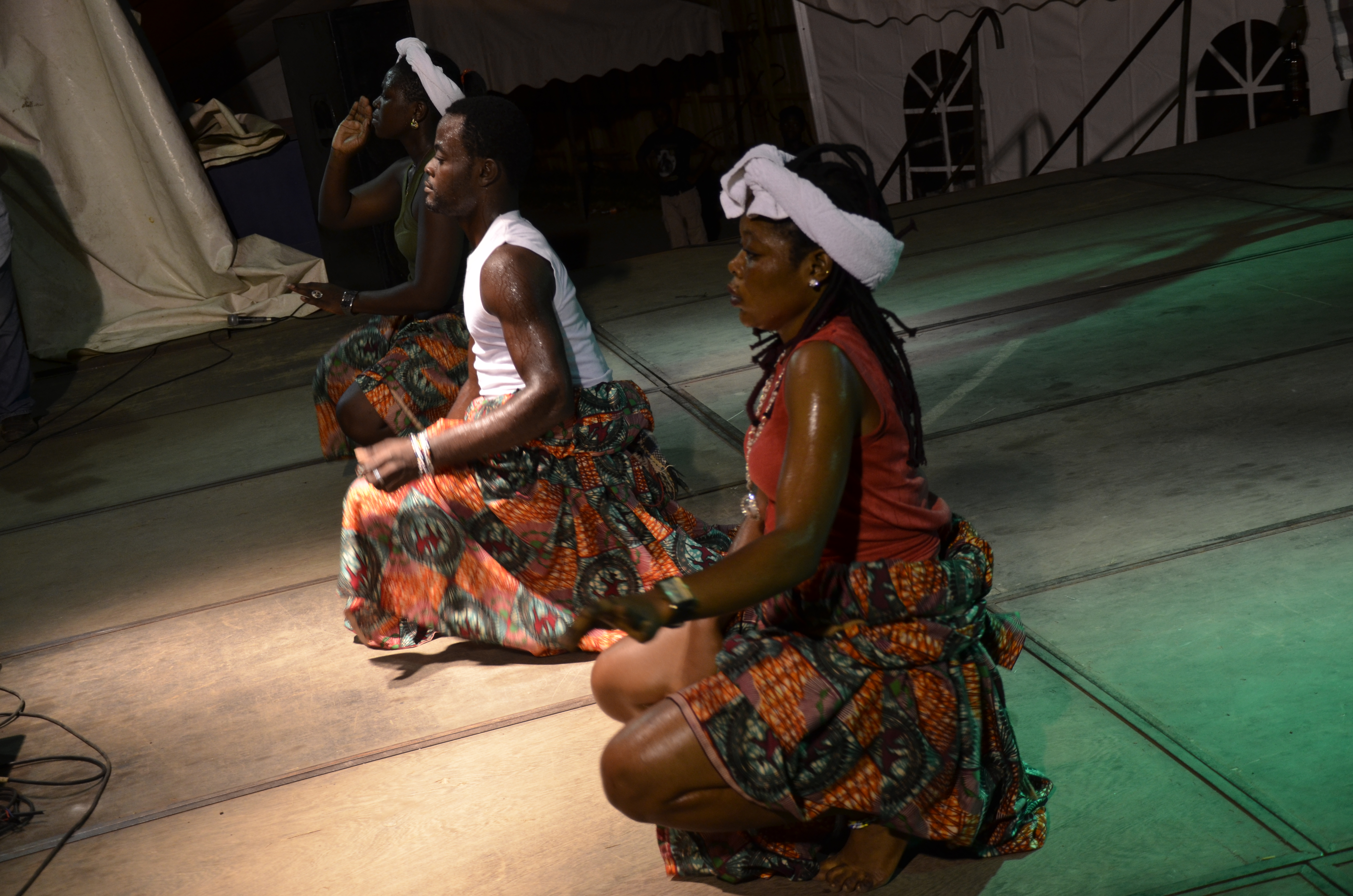
Assiko au festival Mbog Liaa

- le mariage culturel en trois étapes (Li bat Ngond qui veut dire « la demande en mariage » en bassa, li ti pôs qui veut dire « donner la bouteille » pour les fiançailles et bijeck bi lon qui veut dire « nourriture de la famille » pour le mariage coutumier) ;
- la phytothérapie qui valorise les plantes du terroir.

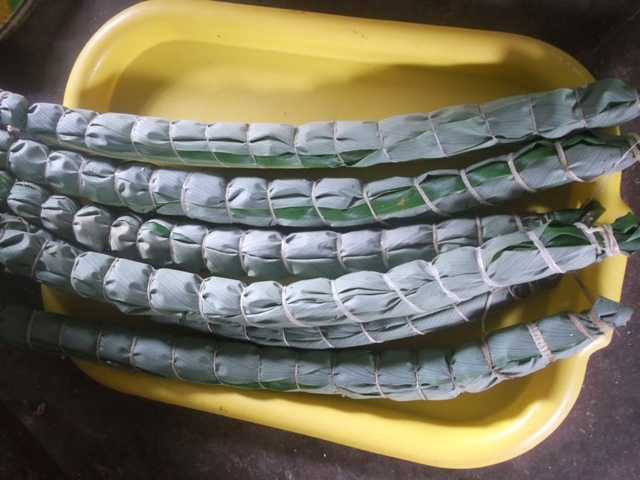
Bâtons de manioc
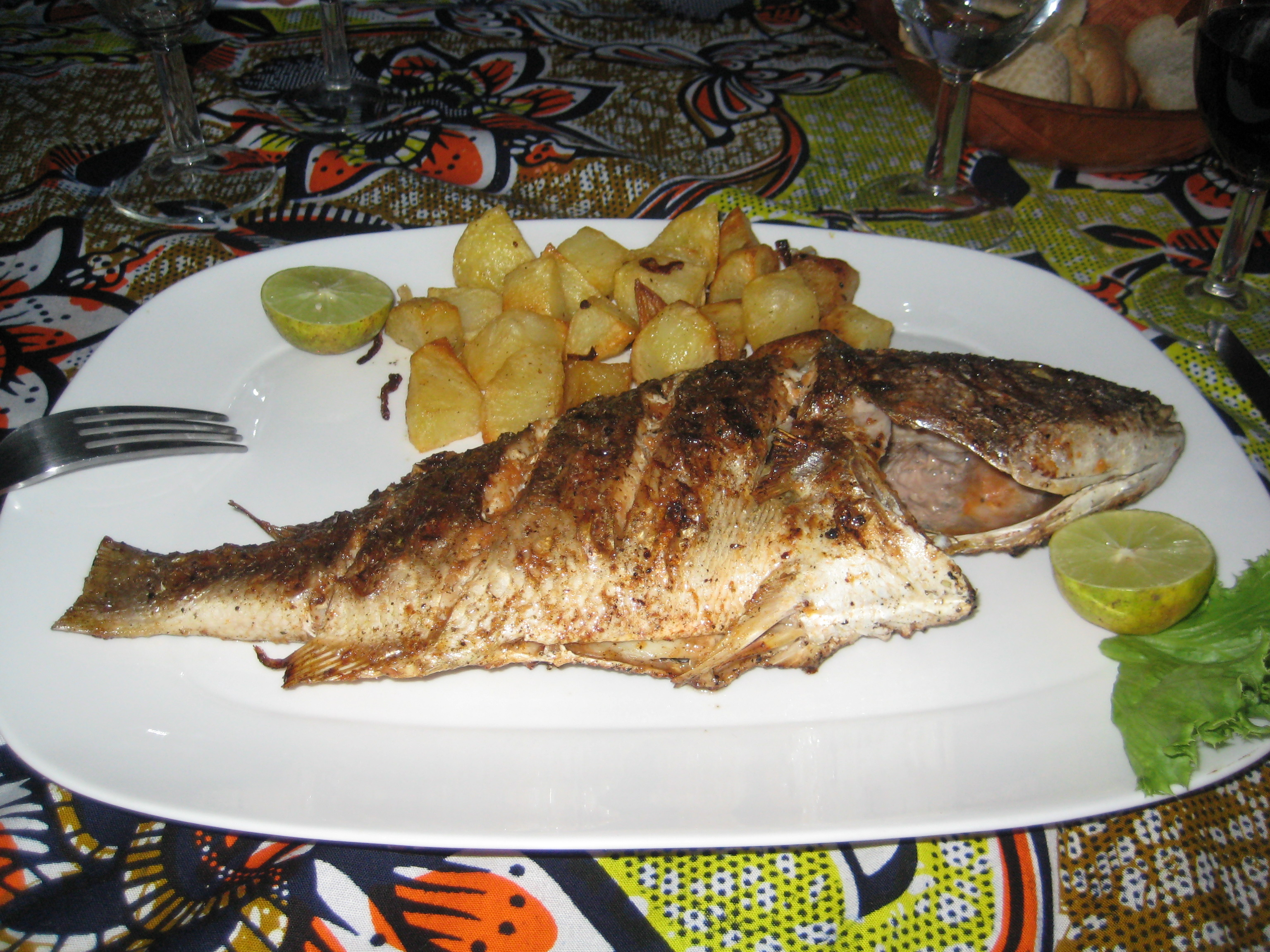
Poisson braisé de Tayap
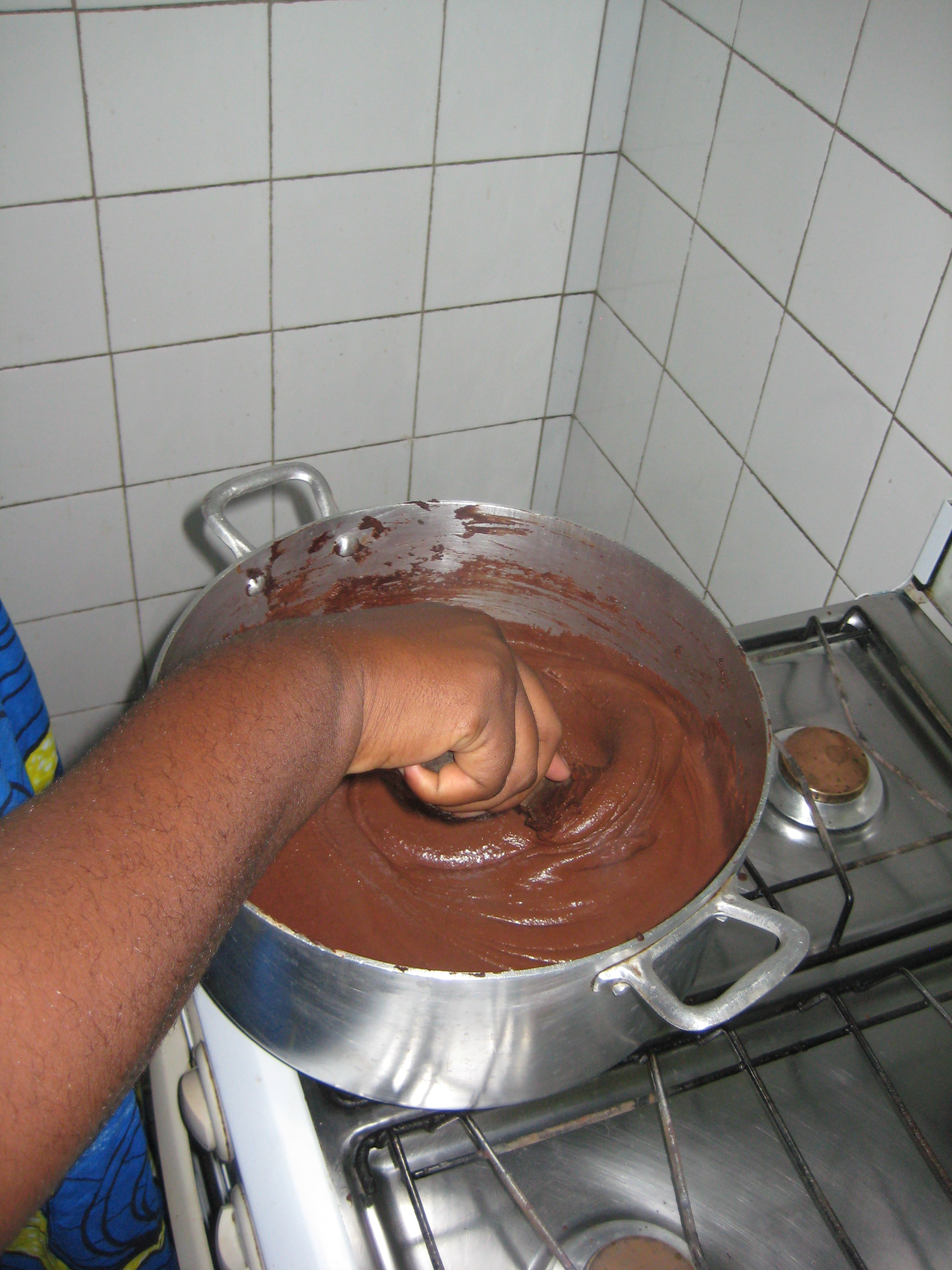
Chocolat
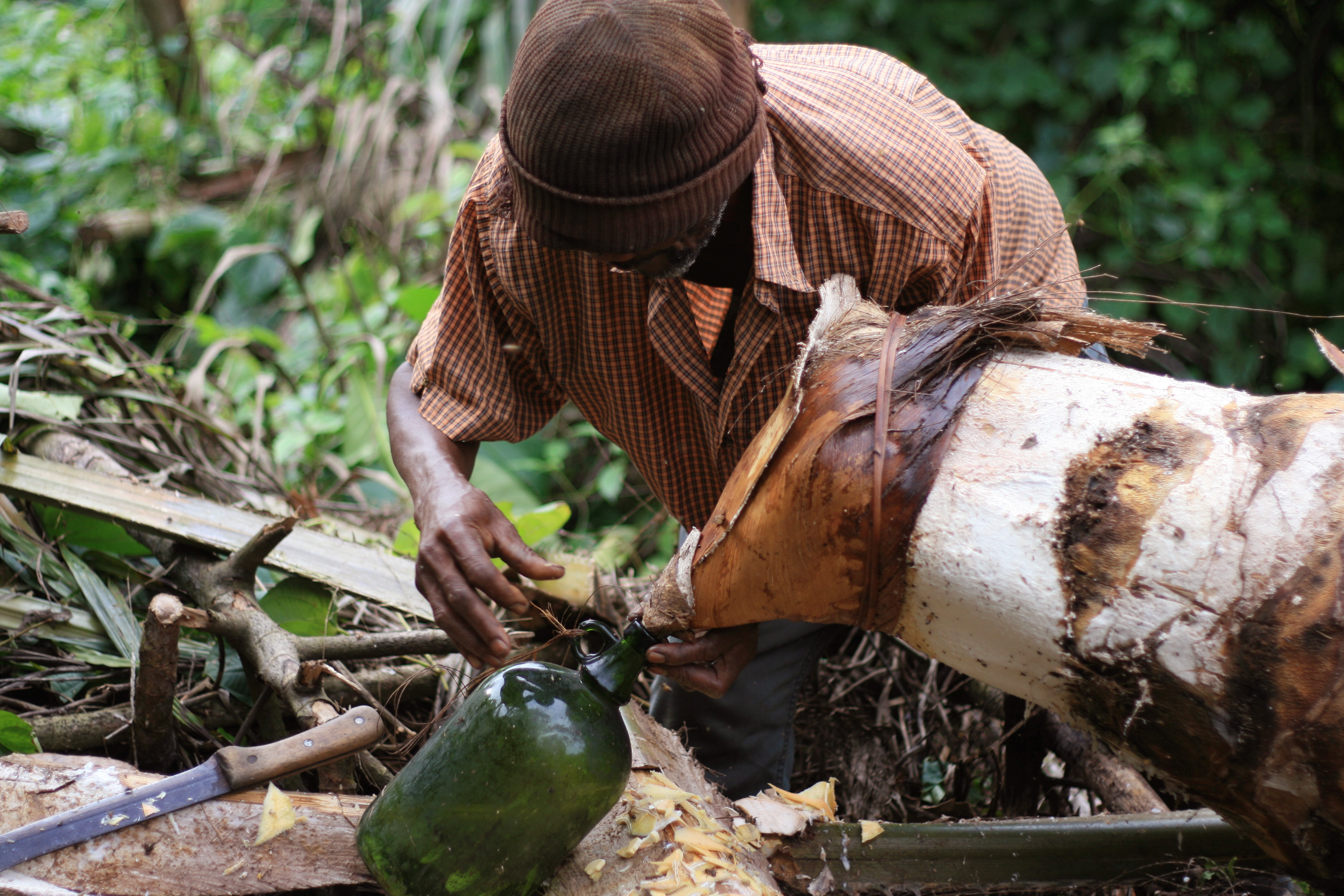
Vin de palme

## Économie
En 2013, la population active s’élevait à 179 personnes. L’essentiel des emplois du village relève de l’agriculture.

### Agriculture
L’agriculture est la principale source de revenus du village de Tayap. Les populations y pratiquent également le commerce des produits forestiers non ligneux. L'activité économique se concentre sur l’agriculture avec des cultures de rente (cacao et palmier à huile), les cultures vivrières (bananier plantain, manioc, macabo, taro, arachide, banane douce), fruitières (safou, mangue, citron, orange, pamplemousse, papaye, noix de kola) et maraîchères (piment, légumes). Le commerce de ces produits agricoles est pratiqué à Boumnyebel et à Yaoundé.

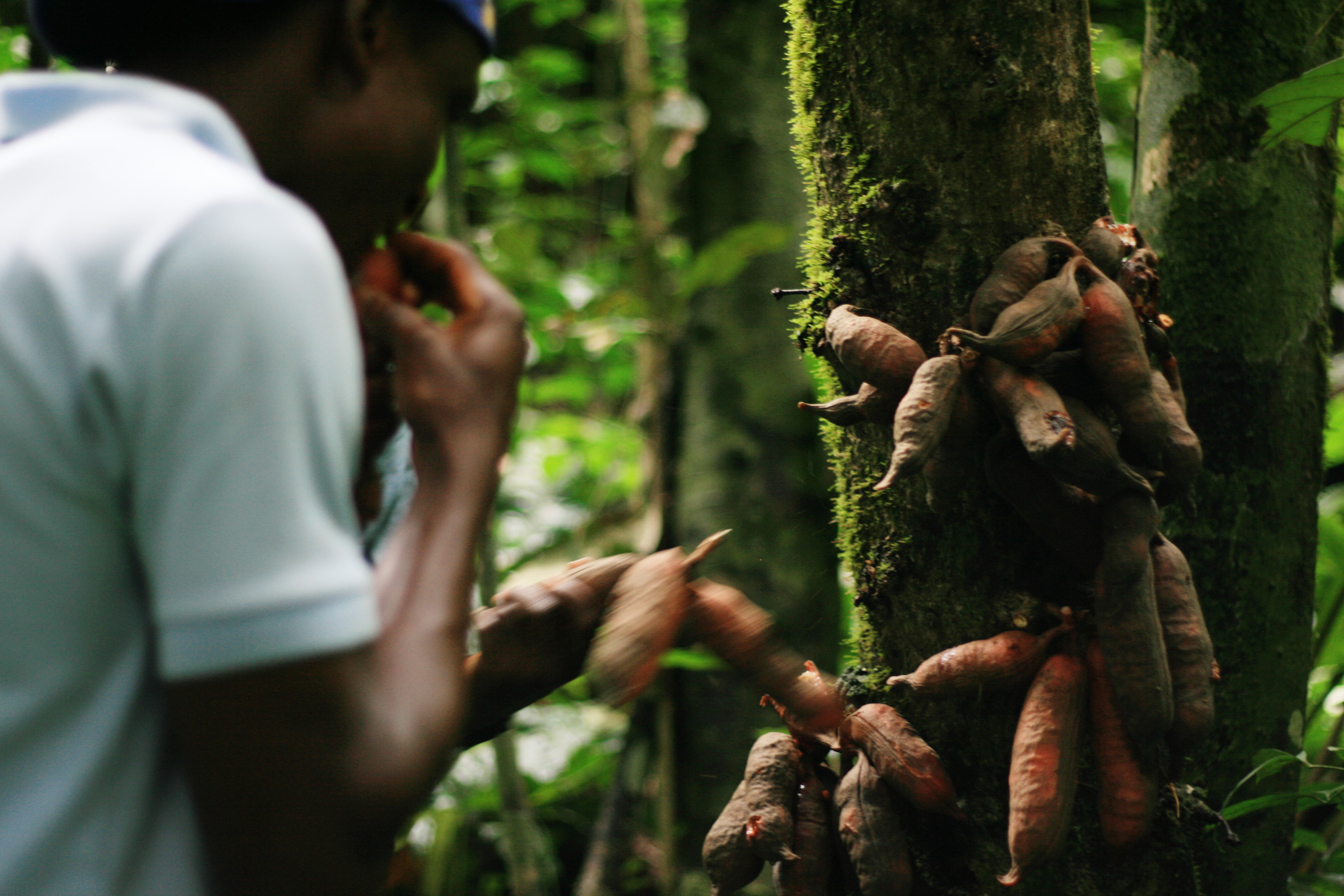
Cola de brousse
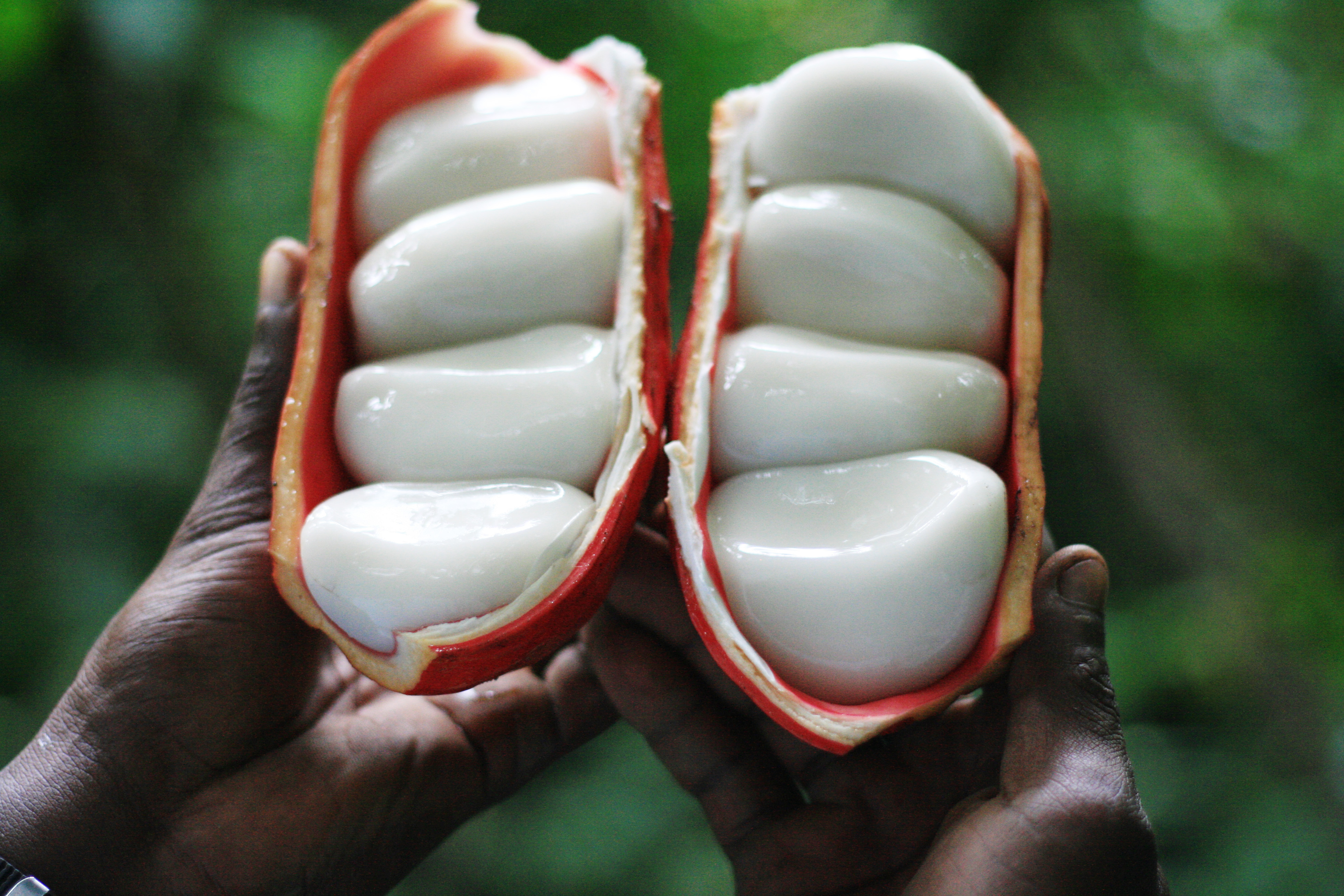
Cola de brousse
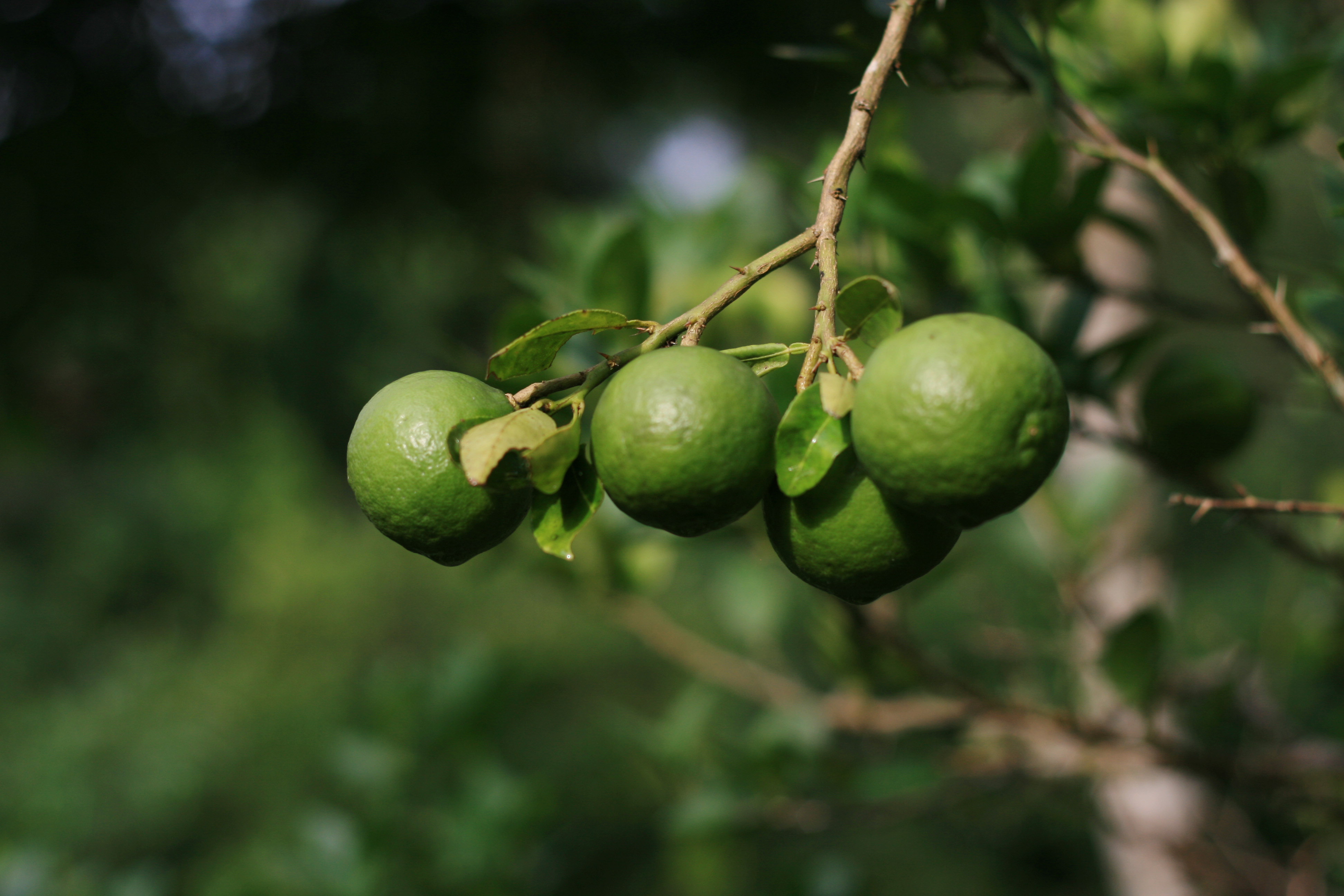
Oranges
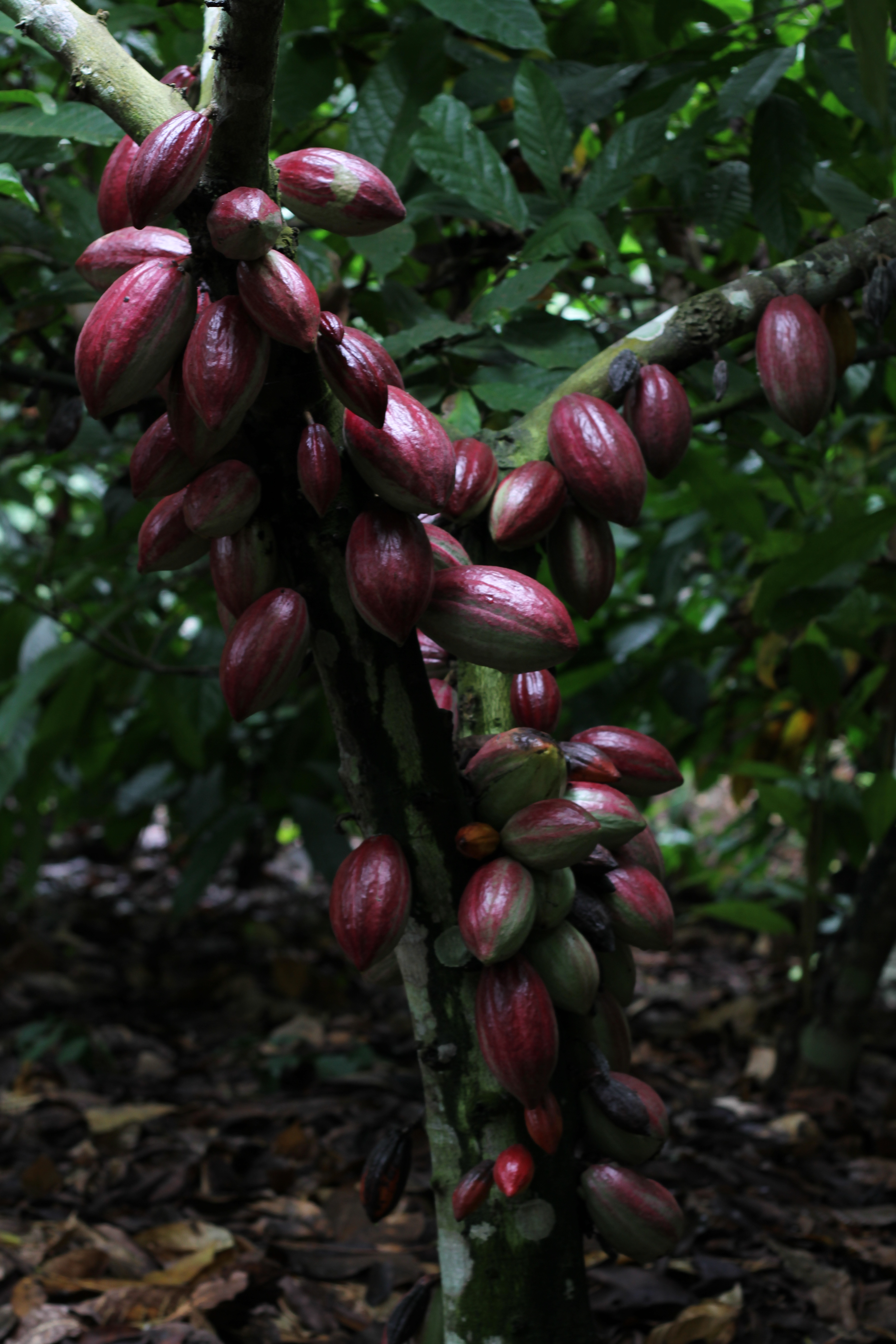
Cacao
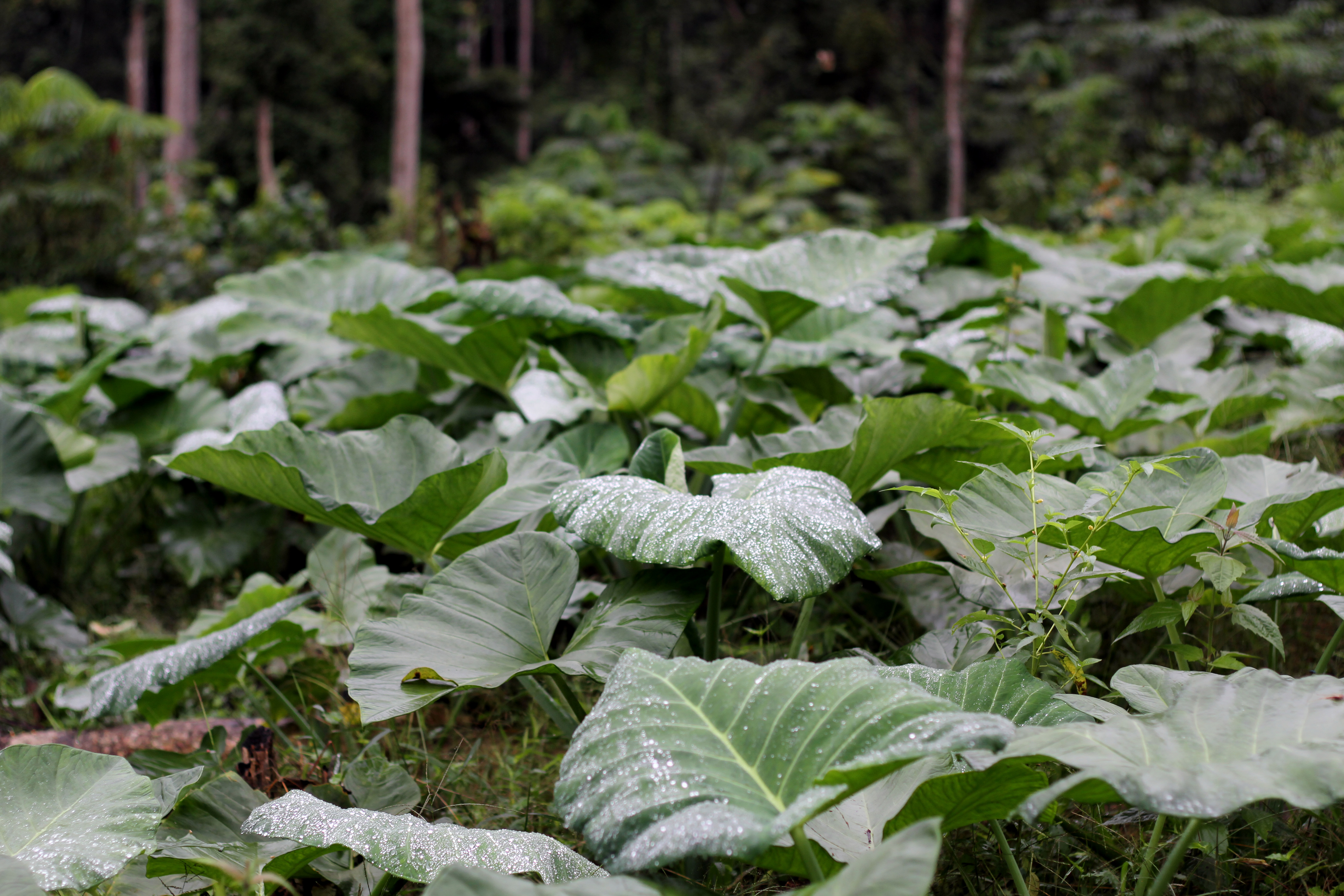
Champ de macabo

### Autres activités

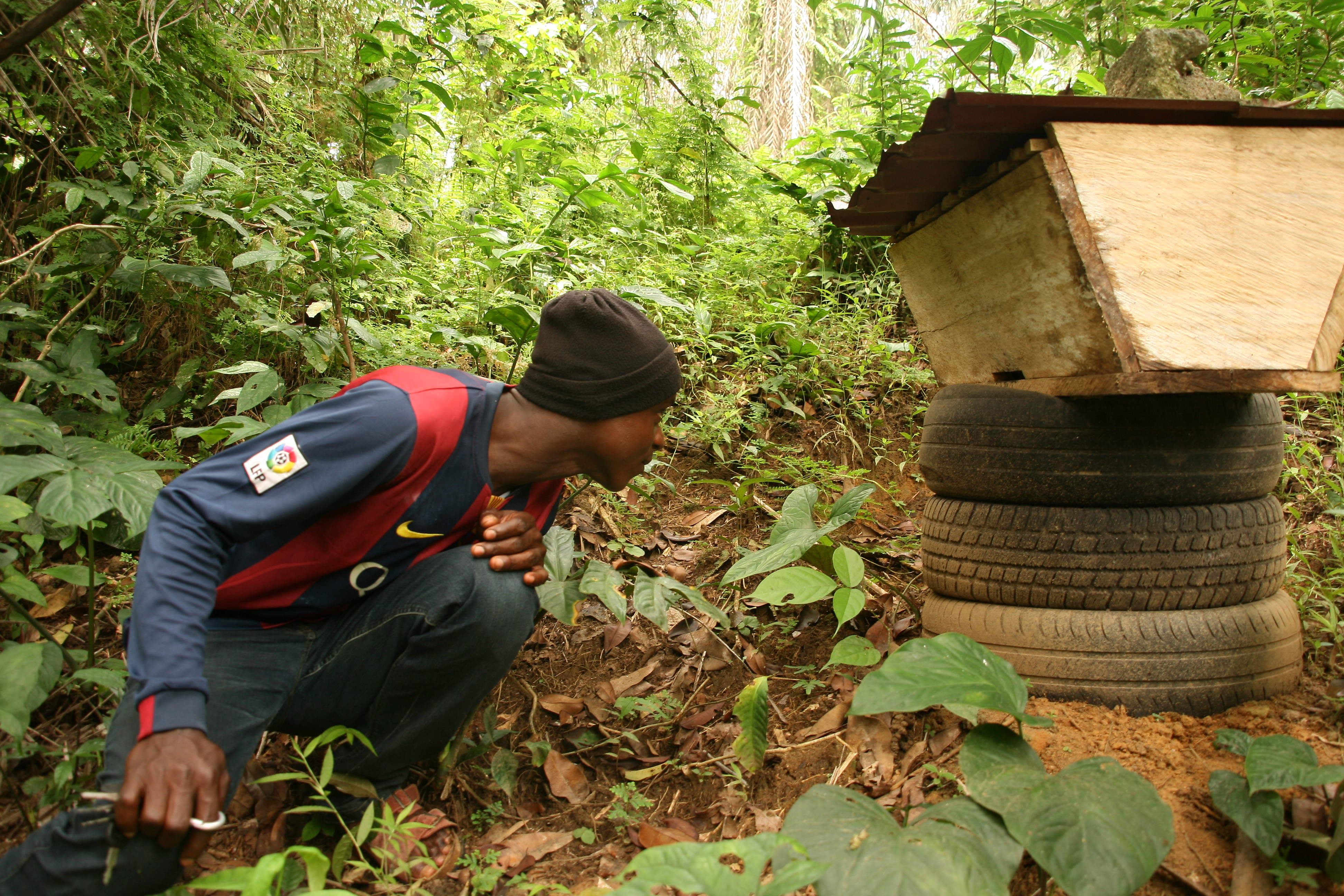
Apiculture

Les populations de Tayap pratiquent aussi le petit élevage, la pêche et la chasse. Tayap dispose de 6 unités de pressage d’huile de palme et d’une microfinance solidaire. Avec la construction de deux écolodges et la valorisation de maisons d'hôtes existantes, une offre d'écotourisme est en train de s'implanter comme activité de revenus complémentaire dans le village. L’exploitation forestière illégale fait également partie des moyens de subsistance de certains habitants du village.

### Initiatives locales de développement
Depuis 2011, Tayap est le théâtre d'un programme pilote de développement d'agroécologie et d’écotourisme visant à lutter contre la déforestation, à protéger la biodiversité des terres du village et à développer des activités génératrices de revenus pour ses habitants. Ce programme intitulé Les Vergers Écologiques de Tayap reçoit en 2011 le prix SEED décerné par l'initiative SEED (Supporting Entrepreneurs for Environment and Development), partenariat mondial en faveur du développement durable créé en 2002 par le PNUE, le PNUD et l'UICN au sommet mondial sur le développement durable à Johannesbourg.

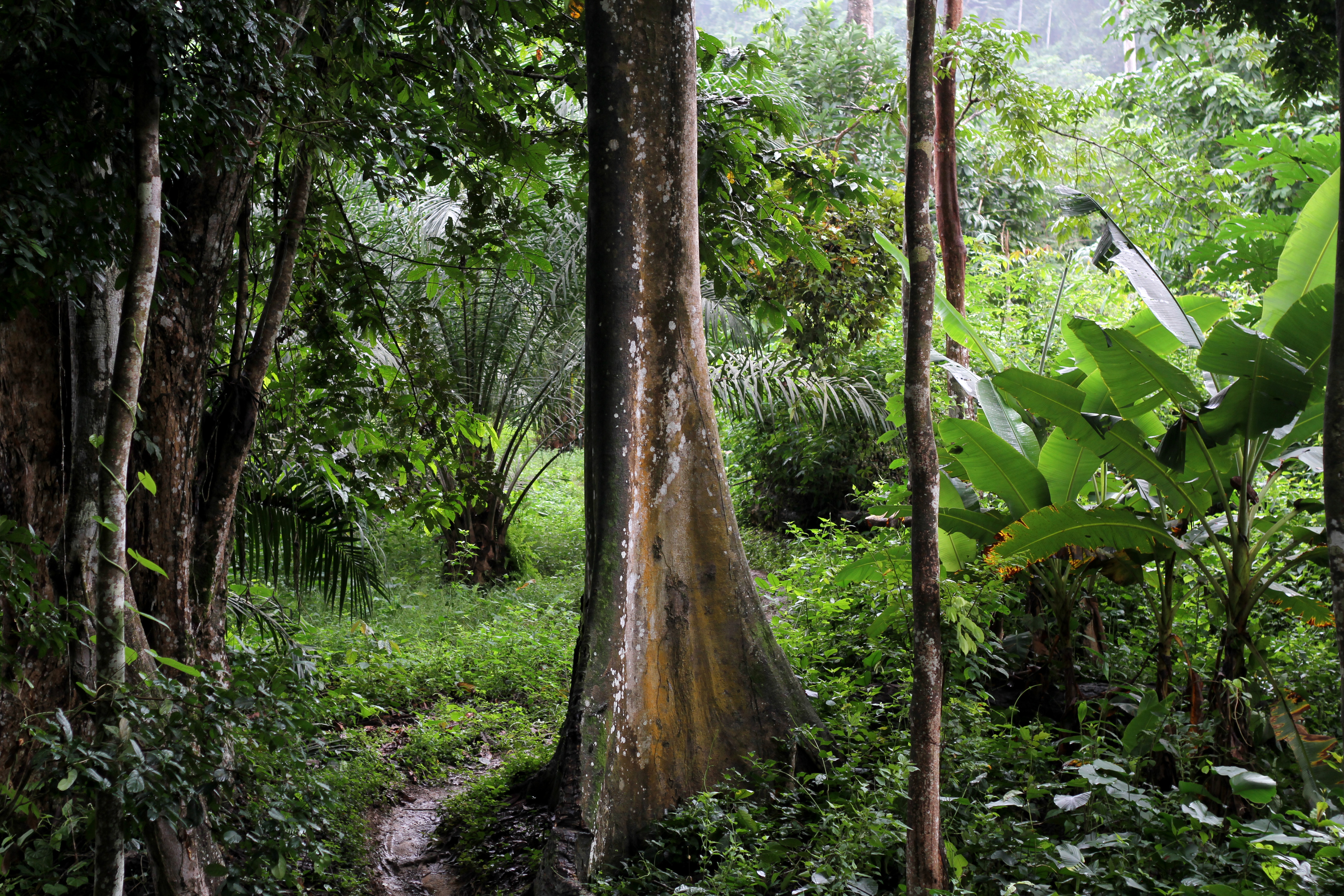
Agro-forêt

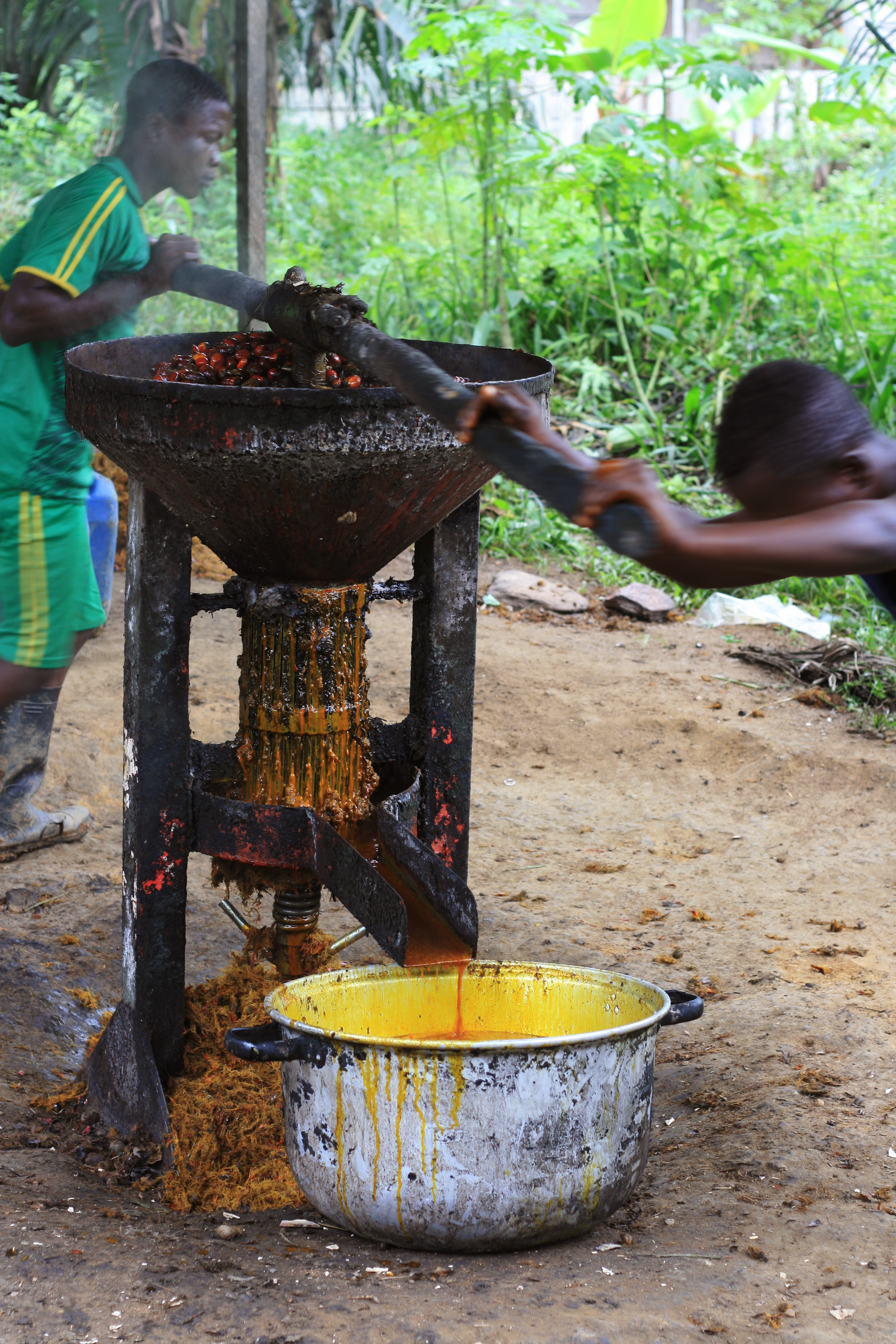
Extraction de l'huile de palme

Entre 2014 et 2015, le programme a permis de restaurer 110 hectares de forêt, d’organiser 3 classes vertes accueillant des enfants de la localité et de créer quelques emplois verts pour les jeunes. Sur place, deux écogîtes permettent d'accueillir les touristes dans le but de développer l'offre écotouristique comme ressource alternative de revenus pour les habitants. Un fond rotatif de 1 000 000 FCFA a également été mis en place par la communauté avec le soutien du SGP/GEF du PNUD afin d'octroyer des microcrédits aux femmes, finançant ainsi des initiatives entrepreneuriales,,. Une série de bandes dessinées qui présentent l’aventure du développement de Tayap et la problématique des villages africains face à la déforestation et à la pratique de la culture sur brûlis a été également créée dans le cadre du programme.
En 2015, l’AFD (Agence française de développement) et le CIRAD (Centre de coopération internationale en recherche agronomique pour le Développement) ont décerné le Prix « Challenge Climat Agriculture et Forêts », Atténuation du dérèglement climatique en agriculture et élevage aux Vergers écologiques de Tayap. En 2016, « ISTF Innovation Prize » de l'université Yale est décerné au projet,,. En 2016, la démarche est à l'origine d'un concours national d'écriture d'articles Wikipedia sur les villages du Cameroun.
Les 18 et 19 février 2019, 20 élèves des classes de première L et ES du lycée français Fustel-de-Coulanges se sont rendus dans le village de Tayap dans le cadre d'un projet pédagogique lettres histoire et géographie afin d'appréhender le mode de vie du village, la culture Bassa, les activités agricoles et post-agricoles, l'histoire de l'indépendance en lien avec la littérature du Cameroun.

## Transports
Tayap est situé à environ une heure de Yaoundé et deux heures de Douala, en passant par la route nationale qui les lie. Le tracé du réseau ferroviaire Douala-Yaoundé ne dessert pas le village de Tayap.